# IJgeul
De IJgeul of IJ-geul is een gegraven vaargeul in de Noordzee die toegang verschaft tot de havens van IJmuiden en de haven van Amsterdam die gelegen zijn aan het Noordzeekanaal.
De sluizen van IJmuiden scheiden de IJgeul en de Noordzee van het Noordzeekanaal. De IJgeul werd in 1982 geopend en de maximale diepgang voor schepen lag toen op 16,5 meter. Op 29 mei 2006 heeft de minister van Verkeer en Waterstaat de verdiepte en verlengde IJgeul geopend, waarvan de eerste fase reeds in 2003 was gerealiseerd. Rijkswaterstaat heeft de geul laten uitdiepen van 16,5 meter naar 17,8 meter. Ook is de IJgeul verlengd van 23 naar 43 kilometer. Ook is het Noordzeekanaal op diepte gebracht. Door deze ingrepen kunnen bulkcarriers de haven van IJmuiden voortaan vol beladen bereiken. Op ongeveer 11 kilometer afstand van de pieren van IJmuiden is er aan de noordzijde een draaiplaats ingericht voor schepen die vanwege hun diepgang gebonden zijn aan de IJgeul om in geval van calamiteiten te draaien en terug te varen naar het aanloopgebied.
Via de IJgeul staat het Noordzeekanaal in verbinding met de diepwaterroutes en de verkeersscheidingsstelsels op de Noordzee. De IJgeul ligt volledig in de Noordzee en loopt tot de pieren van IJmuiden. De schepen die vanwege hun diepgang gebonden zijn aan de IJgeul gaan nooit rechtstreeks naar de sluizen, maar worden eerst gelichterd in het Noorderbuitenkanaal. Andere schepen die met hun diepgang gebonden zijn aan de IJgeul hebben de buitenkades van Corus als bestemming. Door de IJgeul varen jaarlijks gemiddeld 90 schepen met de maximale diepgang.
Om veilig de haven te bereiken volgen schepen de lichtlijn die de eerste 23 kilometer van de IJgeul (vanaf de pieren) markeert. Deze lichtlijn wordt gevormd door de Lage vuurtoren van IJmuiden en Hoge vuurtoren van IJmuiden. Beide lichten moeten recht boven elkaar gezien worden om veilig door de IJgeul en tussen de pieren van IJmuiden te varen.